# Rapunzel (Oper)
Rapunzel ist eine Kammeroper in sechs Akten von Lou Harrison (Musik) mit einem Libretto von William Morris. Die Uraufführung fand am 14. Mai 1959 im Kaufmann Auditorium in New York statt.

## Handlung

### Erster Akt: Im Wald, beim Turm, am Abend
Unabhängig voneinander denken der Prinz und Rapunzel über ihr Leben nach. Für den träumerischen Prinzen ist es an der Zeit, sich eine Braut zu suchen. Die im Turm eingesperrte Rapunzel sehnt sich nach der Liebe. Sie hat in ihrer Einsamkeit nichts anderes zu tun, als mit ihrem Haar zu spielen. Eine Hexe wiederholt unterdessen mehrfach die Worte: „Rapunzel! Rapunzel! Lass Dein Haar herunter!“

### Zweiter Akt: Am Morgen
Der Prinz erinnert sich an Geschichten, in denen Menschen auf einer Sternenstraße zum Himmel wandern, es aber nicht wagen, durch das Diamanttor einzutreten, sondern sich ihr Leben lang bemühen, sich von ihren Sünden zu befreien. Soeben ist er aus einem Traum erwacht, in welchem er die Sorgen und Sticheleien des höfischen Lebens hinter sich gelassen hatte, um in der freien Natur nach der Liebe zu suchen. In diesem Traum war er an einen Turm gelangt, der trotz seines guten Zustands ein Gefühl der Einsamkeit in ihm auslöste. Während er darüber nachsann, sah er eine große dicke Frau mit schwarzen Haaren auf den Turm zugehen und mit schriller Stimme rufen: „Rapunzel! Rapunzel! Lass Dein Haar herunter!“ Er bemerkte oben auf dem Turm ein Mädchen mit langen goldenen Haaren, das verzweifelt um Hilfe rief und die Haare über die Brüstung fließen ließ. Die Hexe fragte, ob es jemanden gebe, der sich auf diese goldene Leiter wage. Für den Prinzen verschmelzen Traum und Wirklichkeit. Der Turm ist real, und er ist nicht mehr fähig, sich von ihm zu entfernen. Seit Tagen wartet er darauf, dass sich die goldene Leiter senkt.

### Dritter Akt: Auf dem Turm
Rapunzel spricht verschiedene Gebete – eines, das sie von ihrer Mutter gelernt hatte, und einige andere selbst gedichtete. Sie sehnt sich nach einem Ritter mit starkem glänzenden Schwert.

### Vierter Akt: Abends im Turm
Rapunzel und der Prinz haben sechs Stunden zusammen verbringen können. Rapunzel befürchtet, dass die Hexe bald wieder auftaucht. Dann wären sie verloren. Als der Prinz sie fragt, ob sie bereits einmal einen Toten oder einen schwer Verwundeten gesehen hat, erinnert sie sich an ein Schwertduell mit tödlichem Ausgang, das sie einst gesehen hat. Der sterbende Ritter habe noch tagelang im Gras gelegen, bis ihn andere Ritter mit ihren Lanzen aufgespießt und mitgenommen hätten. Rapunzel fleht den Prinzen an, mit ihr fortzugehen. Er nennt ihr seinen Namen, Sebald, und erinnert sich an ein Lied eines alten Sängers, in dem Rapunzel einen anderen Namen trug.

### Fünfter Akt: Am Morgen im Wald
Die beiden sind vom Turm geflohen. Rapunzel teilt dem Prinzen mit, dass „Rapunzel“ eigentlich der Name der Hexe ist. Der Prinz singt ihr das Lied des alten Harfners vor, in dem sie „Gwendolin“ genannt wird.

### Sechster Akt: Später, im Palast
Der Prinz trägt nun einen Königsmantel. Während er und Gwendolin sich an ihre gemeinsame Ankunft in der Stadt erinnern, ruft die Hexe aus der Hölle: „Gwendolin! Gwendolin! Gib mir Dein Haar!“. Doch Gwendolin will nichts mehr von ihrem alten Elend hören.

## Gestaltung
Harrison hatte einige Jahre vor der Komposition einen schweren Nervenzusammenbruch erlitten, in dessen Folge er beinahe neun Monate stationär behandelt werden musste. Er betrachtete seine Oper als „Selbst-Analyse“ („self-analysis“). In ihr untersuchte er die verschiedenen Gefühle und Einsichten, die er im Verlauf seiner Behandlung erfahren hatte. Die traumartige Handlung von Morris’ Text hat daher für Harrison deutliche autobiografische Bezüge. Auch er hatte während seiner Krankheit Schwierigkeiten, Realität und Wahnvorstellungen auseinanderzuhalten. Zwar legte er sich nach seiner gesundheitlichen Wiederherstellung nicht wie die Personen in der Oper einen neuen Namen zu, doch veränderte er seine Handschrift grundlegend. Auch sein musikalischer Stil wandelte sich, und er verbot Aufführungen von vielen seiner früheren Werke.:120 Rapunzel ist sein letztes großes Werk im seriellen Stil. Später nutzte er die Zwölftonmusik vor allem, um die Unpersönlichkeit der westlichen Gesellschaft darzustellen. Seine Musik ab 1950 ist sehr viel lyrischer als die Kompositionen vor seinem Zusammenbruch. Insofern stellt die in Zwölftontechnik komponierte Rapunzel den Wendepunkt zwischen den beiden Schaffensphasen des Komponisten dar.:121
Die Dramaturgie der Oper ist stark vom Text gesteuert. Es gibt längere rezitativische Passagen und nur wenig Bühnenhandlung. Der musikalische Stil ist trotz der zwölftönigen Kompositionsweise im Wesentlichen lyrisch. Schroffere Wendungen in den Rezitativen werden in den Arien durch Reminiszenzen an Volksmusik oder Choräle ausgeglichen. Im Instrumentalensemble dominieren die tieferen Streicher. Vier Violoncelli und zwei Kontrabässen stehen lediglich eine einzige Geige und eine Bratsche gegenüber. Harrison kontrastiert die düstere Streicheratmosphäre jedoch mit helleren Instrumenten wie Celesta, zwei unterschiedlichen Klavieren und Harfe.:121 Harrison beschrieb seine Oper als „faszinierendes Abenteuer“. In ihr versuchte er, gegensätzliche Ideen wie Serialismus und Tonalität, Schroffheit und Lyrik, Hoffnung und Furcht oder Wahnsinn und Methode miteinander in Einklang zu bringen.:122
Obwohl die Oper drei Sänger benötigt, handelt es sich im Wesentlichen um eine große Duett-Szene, da sich die Rolle der Hexe auf kurze Zwischenrufe beschränkt.:94

### Instrumentalbesetzung
Die kammermusikalische Instrumentalbesetzung der Oper benötigt die folgenden Instrumente:
- Holzbläser: Flöte, zwei Oboen, Klarinette
- Blechbläser: Trompeten, Posaune
- Tamtam
- Celesta
- zwei Klaviere, darunter ein Tack Piano (durch eine Reißzwecke in jedem Hammerkopf präpariert)
- Harfe
- Streicher: Violine, Bratsche, vier Violoncelli, zwei Kontrabässe

## Werkgeschichte
Rapunzel ist die erste der beiden Opern Lou Harrisons, eines Schülers von Arnold Schönberg und Henry Cowell. Sie ist seinem „Freund und Mentor“ Virgil Thomson gewidmet, für den er während seiner Zeit als Musikkritiker am Herald Tribune gearbeitet hatte. Als Libretto nutzte er William Morris’ 1856 entstandene poetische und psychologisch neu interpretierte Nachdichtung des Märchens Rapunzel der Brüder Grimm. Er begann im August 1952 mit der Komposition und vollendete das Klavier-Particell innerhalb von zwei Monaten.:85 Die Orchestrierung stellte er im Frühling 1953 fertig. Schon bald bot sich ihm eine Gelegenheit, das Werk der Öffentlichkeit zu präsentieren, als er zusammen mit Ben Weber auserwählt wurde, im Frühling 1954 Amerika bei einem Wettbewerb im Rahmen der Internationalen Konferenz der zeitgenössischen Musik in Rom zu repräsentieren. Er wählte dazu die Gebetsszene Rapunzels im dritten Akt, die er jedoch für Kammerensemble neu instrumentieren musste. Die Wettbewerbsbeiträge wurden dem Publikum ohne Nennung der jeweiligen Komponisten vorgeführt. Harrisons Beitrag sang die junge Leontyne Price, die zu diesem Zeitpunkt noch nie mit einer größeren Operngesellschaft zusammengearbeitet hatte. Die Arie aus Rapunzel wurde mit einem „Twentieth-Century Masterpiece Award for the best composition for voice and chamber ensemble“ ausgezeichnet. Den Preis in Höhe von 2500 Schweizer Franken musste sich Harrison allerdings – offenbar aus politischen Gründen – mit Jean-Louis Martinet teilen, obwohl Kritiker und die Mehrheit der Konferenzteilnehmer die Rapunzel-Szene für weitaus gelungener hielten. Michael Steinberg, der Rezensent der New York Times stellte fest, dass „jede Wendung der Vokalmelodie, Rhythmus oder Klangfarbe der Begleitung durch etwas im Text motiviert war“.
:117f
Zur vollständigen szenischen Uraufführung der Oper kam es erst einige Jahre später am 14. Mai 1959 im New Yorker Kaufmann Auditorium (Kaufmann Concert Hall) mit Marianne Weltmann (Rapunzel), David Smith (Prinz) und Ruth Conway (Hexe). Die musikalische Leitung hatte Newell Jenkins. Regie führte James Price. Die Ausstattung stammte von Robert Mitchell. Sie wurde dabei mit der Oper The Glittering Gate der australischen Komponisten Peggy Glanville-Hicks kombiniert. Harrison hatte die Idee, die Sänger aus dem Orchestergraben heraus singen und die Handlung gleichzeitig von Tänzern darstellen zu lassen. Dazu kam es in New York jedoch nicht. Bei der Wiederaufnahme beim Cabrillo Music Festival in Kalifornien 1966 wurden allerdings maskierte Schauspieler, Pantomimen und Tänzer eingesetzt. Die Oper wurde weitgehend mit verhaltenem Lob aufgenommen. Howard Taubman von der New York Times fand Harrisons atonale Musik „kein bisschen abstoßend“. Sie sei im Gegenteil „durchgehend lyrisch, wenn auch nie leidenschaftlich“. Francis Perkins vom Herald Tribune bemerkte ebenfalls eine lyrische Kontinuität und überzeugende Empfindsamkeit, vermisste allerdings einen Sinn für dramatische Spannung. Letzteres fanden auch einige andere Rezensenten. Andere sahen über diesen vermeintlichen Mangel hinweg und schwärmten stattdessen von der „Zeitlosigkeit der in ein Märchen verwandelten quasi-religiösen Allegorie“.:118f
Die deutsche Erstaufführung fand am 22. Juni 1993 im Forum der Kunst- und Ausstellungshalle der Bundesrepublik Deutschland Bonn durch das „Neue Theater für Musik“, einer gemeinsamen Gründung der Oper Bonn, der European Mozart Foundation und der Kunst- und Ausstellungshalle, statt. Es gab dort noch vier weitere Vorstellungen und im selben Monat ein Gastspiel in Gelsenkirchen im Rahmen der 3. Tage des Neuen Musiktheaters in Nordrhein-Westfalen 1993. Die Inszenierung stammte von Peter Oskarson, Bühnenbild und Kostüme von Birgit Angele. Die musikalische Leitung des Instrumentalensembles hatte Shuja Okatsu. Die Darsteller waren in Doppelbesetzung Malin Liljefors und Sabine Sommerfeld (Rapunzel), Ann Hallenberg und Vyatcheslav Kagan-Paley (Hexe) sowie John Sax und Mark Synek (Prinz). Auch hier bewunderten die Rezensenten die Traumqualität des nacherzählten Märchens und die Verbindung von Musik und Text. Der Rezensent der Ruhr Nachrichten schrieb: „Überhaupt wandelt sich das Märchen (unter den Versen von William Morris) zu einem Plädoyer für Frieden und Harmonie der Liebe, der sich selbst die Hexe nicht entziehen kann. Dafür hat der Schönberg-Schüler Harrison durchaus eine eigene Tonsprache gefunden.“:119
1997 erschien eine CD-Aufnahme der Oper beim Label New Albion. 2001 wurde sie erneut beim Cabrillo Music Festival gespielt.:120

## Aufnahmen
- 1996 – Nicole Paiement (Dirigentin), Ensemble Parallèle.
 Patrice Maggins (Rapunzel), Lynne McMurtry (Hexe), John Duykers (Prinz).
 New Albion #93.[7]